# Egyháztörténet
Egyháztörténet vagy egyháztörténelem alatt Jézus Krisztus egyházának történetét értik, vagyis az ő tanításait és példáját alapul elfogadott valláserkölcsi egyesületnek (kereszténység) keletkezését, elterjedését, belső fejlődését, tanait, szertartásait, külső szervezetét, a világra gyakorolt hatását, ezzel folytatott küzdelmeit, történetét tudományosan, azaz kritikailag megvizsgált és hiteleseknek talált adatok alapján, illetve oknyomozó módon – vagyis az események között az okszerű összefüggést kikutatva és feltüntetve, lehetőleg részrehajlatlanul – előadja. Bizonyos értelemben a vallástörténet egyik ága.

## Forrásai
Az egyháztörténet forrásai:
- részben eredetiek: emlékek (egyházi épületek, szerek, érmek, általában az egyházi életre vonatkozó képzőművészeti tárgyak); okmányok (egyházi gyűlések ügyiratai és határozatai, pápák hivatalos rendeletei és okmánygyűjteményei, püspökök pásztorlevelei, egyházi ügyekre vonatkozó állami törvények, szerzetesrendek szabályai, szertartási könyvek, hitvallások, egyházi beszédek, iskolakönyvek);
- részint másodrendűek: elveszett eredeti forrásokból merített történeti művek, hagyományok, bizonyos szempontból – komoly vizsgálat után – a népmondák és a legendák is.

## Felosztása
Ahogy a világtörténelemnél, úgy az egyháztörténelemnél is idő- és tárgy szerint osztják fel a történeti anyagot. Legtöbben három kort szoktak megkülönböztetni: az egyháztörténeti ókort, középkort és újkort, mindegyiknél ismét több-kevesebb korszakot véve fel. A főbb korszakalkotó pontok a következők szoktak lenni: 
- Nagy Konstantin császár türelmi rendelete → Mediolanumi ediktum (313),
- Nikaiai hitvallás → Szentháromság-tan (325)
- Epheszoszi zsinat → nesztoriánus szakadás (431),
- Khalkédóni zsinat – miafiziták (451),
- Nagy Károly frank király császárrá koronázása (800),
- Nagy egyházszakadás (1054),
- VII. Gergely pápa trónralépése (1073),
- III. Ince pápa trónralépése (1216),
- a reformáció kezdete (1517),
- a vesztfáliai béke (1648),
- a francia forradalom (1789)

A tárgy szerinti felosztásnál az általánosan előforduló részek vagy fejezetek a következők: A keresztény egyház megalakulása, annak terjedése, és korlátozása; később különféle felekezetekké (katolikus, ortodox, protestánsok) szétválása; az egyház társadalmi szervezete; az egyházi élet, istentisztelet, ünnepek; az egyházi tudományosság; az uralkodó egyház ellenségei; a pápaság.

## Egyháztörténetírás
Ókor
Az egyháztörténet első megjelenése az újszövetségi evangéliumokban, elsősorban pedig az apostolok cselekedeteiről írott könyvben, illetve Pál apostol néhány levelében található. 
A 2. század második felében Hégészipposz kis-ázsiai áttért zsidó készített egy gyűjteményt az apostoli kor hagyományaiból, ez a mű azonban később elveszett. Az egyháztörténet-írás tulajdonképpeni atyja Kaiszareiai Euszebiosz püspök (263–339), aki felhasználva a római levéltárak adatait is, elkészítette az első 324 év egyháztörténetét 10 könyvben. Ezt művet az 5. században a görög (keleti) egyház több tudósa, így Szókratész Szkholasztikosz, Szozomenosz, Theodorétosz, majd a 6. században Theodorosz és Evagriosz Szkholasztikosz folytatott vagy kivonatolt. A latin (nyugati) egyházban ebben az időben önálló egyháztörténelmi művet nem írtak, csak a görög szerzők alkotásait fordították le, vagy dolgozták át: Tyrannius Rufinus aquileai presbiter Euszebiosz művét fordította le és egészítette ki 395-ig, az 5. században pedig Cassiodorus római államférfi, szerzetes készített Historia tripartita címmel egy kivonatot, amelyet majdnem ezer éven keresztül tankönyvként használtak a nyugati kereszténység területén. 
Középkor
A középkorban nem sok minden történt az egyháztörténet-írás területén – elsősorban nyugaton –, elsősorban Tours-i Szent Gergely püspök és Beda Venerabilis angol szerzetes neve említendő meg. Előbbi a frankok, utóbbi az angolok egyháztörténetét foglalta össze. A későbbi írók is értekeztek a pápákról, püspökökről, szentekről, szerzetesrendekről, és anyaggyűjteményeik kritikai vizsgálat mellett felhasználhatók, továbbá sok kortörténeti anyagot is tartalmaznak.
Újkor
A humanista műveltség idején, fokozott mértékben a 16. századi reformáció alatt nagy lendületet nyert az egyháztörténet-írás. A reformátorok hívei a Biblián kívül elsősorban az egyháztörténet által igyekeztek a reformáció jogosultságát bebizonyítani; ugyanakkor a katolikus egyház tudósai is az egyháztörténettel törekedtek a katolikus egyházat mint kizárólag keresztény egyházat, a protestantizmust pedig mint eretnekséget feltüntetni. Ezek a törekvések egyúttal bizonyos mértékben árnyalják a korabeli egyháztörténetek objektivitását. Mindegyik fél tudósai az eddig ismeretlen adatok és okmányok kutatásában, a források alapos tanulmányozásában komoly munkásságot fejtettek ki – műveik mégis kritikával használhatók csak, mert mert fő céljuk nem a feltétlenül történelmi igazság megismerése és bemutatása volt, hanem saját egyházuk védelmezése, igazolása. Korszakalkotó mű ebből ez időből a Matthias Flacius magdeburgi lelkész által, több evangélikus tudós segítségével írt Magdeburgi centuriák, amely 13 folio kötetben a 13. század egyháztörténetét mutatja be. A másik jelentős alkotás az Annales eccelesiastici (1598), amelyen szerzője, Caesar Baronius vatikáni könyvtáros, később bíboros 30 évig dolgozott. 
A reformátusok közül, Béza Tódor kivételével, aki a franciaországi református egyház történetét írta meg, nem sokat tettek mások a 16. században az egyháztörténet-írás érdekében. A 17. században viszont náluk is fellendült a műfaj, így svájci, francia, holland és angol református történetírók az egyháztörténeti források felkutatásával, egyes időszakok alapos tanulmányozásával, illetve évezredes téves állítások alaptalanságának kimutatásával tettek komoly szolgálatot a tudománynak. Megemlítendő közülük Hostinger, Spanheim, a két Basnage, Dallens, Blondel, Claude, Bayle, Pearson, Burnet, Dodwel. A katolikus írók közül a korszakban Alexandre Noël (Natalis) domonkos, Anton Pagi ferences szerzetes, Pillemont janzenista tudós, a híres Bossuet és Fleury püspökök, az oratóriánus Mabillon, és Montfaucon a források összeállítása, a józan kritika, az igényes stílus által szereztek maradandó érdemeket maguknak. Az egyháztörténet-írásnak a felekezeti szemlélettől való mentesítésére, és objektívabb irányba való terelésére sokat tett Georg Calixtus (megh. 1656.) helmstädti tanár, aki a szabad tudományos szellemű, de a különböző felekezetek iránti keresztényi türelmet tanúsító monográfiáival; az erősen pietista Arnold Gottfried Az egyház és eretnekek részrehajlatlan történelmével; és Laurentius Mosheim (megh. 1755.) a Göttingeni Egyetem korlátnoka „az egyháztörténet-írás mestere”, Institutionum historiae eccl. ... (Helmstädt, 1755) című művével tett sokat. Mellettük megemlítendők még: Weissmann, a két Waleh, a magyarországi származású Schrökh Mátyás 45 kötetes művével, Semler, Spitler. 
A 19. század történetíróinak nagyobb részét a források szorgalmas tanulmányozása és a tárgyilagos, olykor igen száraz előadás jellemzi. A protestánsok közül Schmidt giesseni tanár, továbbá Gieseler (megh. 1854, műve Lehrbuch der Kirchengeschichte [Bonn 1824-1853] tudományos egyháztörténelmi kincstár, a görög és latin írók műveiből közölt számos kivonattal); Karl Hase jénai tanár (szellemes, élénk, kevés szóval sokat mondó művészi stílusú könyve a számos kiadást ért Kirchengeschichte), Marheincke, Gförrer, a pietista irányu angol Milner, és német Neander, Guericke és Jakobi hallei, Kurz dorpati, Hagenbach bázeli, Schaff amerikai, Bauer tübingeni tanárok, továbbá Nippold, Herzog, Merl d'Aubigné, Pressensé, Ranke. A katolikusok közül a költői lelkületű, a 19. század elején a katolikus között nagy népszerűségnek örvendő gr. Stolberg Lipót; a forrásokat alaposan ismerő Katerkamp, az új utakat mutató Möhler, Hortig, Döllinger, Alzog, Ritter, Renan.

### Magyarországi
Magyarországon Bod Péter magyarigeni református lelkész készítette el a korábbi felekezeti kisebb históriákból az első magyar nyelvű egyháztörténelmet Az Isten vitézkedő anyaszentegyházának históriája címen (Basel, 1760). Később Mindszenti Sámuel révkomáromi református lelkész lefordította Broughtonnak A religióról való historiai Lexikonát, Farnos György pedig Seilernek Egyháztörténeti táblázatát. A 19. században Breznay Pál szigeti református tanár írta meg A keresztyén ekklézsiának historiáját (Kolozsvár, 1836). Kálniczky Benedek sárospataki tanár Schröckh után készített egy Közönséges keresztyén egyház történettant (I–II., Sárospatak, 1848–1850), amelyben a magyar reformáció történetét is aránylag részletesen tárgyalja. Heiszler József sárospataki tanár Egyháztörténelmi kézikönyve (I–II., 1862–1863), Révész Imre Egyetemes egyháztörténelem az egyház alapíttatásától a reformációig (Debrecen, 1865); Farkas József budapesti teologiai tanár Karl Hase Egyháztörténelmét átdolgozta és 2 kötetben kiadta (Pest, 1865–1867). Balogh Ferenc debreceni tanár Keresztyén egyháztörténelem címmel (Debrecen, 1872–1890) adott ki értékes dolgozatot; de terjedelmét és a benne felhalmozott anyag gazdagságát tekintve felülmúlta a korábban megjelenteket Warga Lajos sárospataki református teológiai tanár A keresztyén egyház történelme (I–II., Sárospatak, 1870–1876; a 2. kiadás ugyanott 1880–1887, 529+820 oldal: I. kötet II. kötet). A katolikus szerzők közül Molnár János Az anya-szent-egyháznak történeti (I–IV., Nagyszombat és Kolozsvár 1769–1788) címmel készített egy nagyobb művet, a 19. században Cherrier Miklós és Körmöczy Imre írtak egy-egy kisebb művet. Nagy Zsigmond egermegyei áldozópap, tanár lefordította Johann Alzog művét és Egyetemes egyházi történelem címmel 3 kötetben adta ki (Eger, 1857).

## Magyar nyelvű egyháztörténeti művek

### Egyetemes keresztény egyháztörténelem

#### Általános művek
A kiadás idejének sorrendjében (nem teljes lista):
1. Bod Péter: Az Isten vitézkedő anyaszentegyházának históriája, 1760 – az első magyar nyelvű egyháztörténet[2]
2. Molnár János: Az anya-szent-egyháznak történeti, Nagyszombat, 1769, 548 p →
3. Alzog János: Egyetemes egyházi történelem I–III., Eger, 1857–1860, 387+373+? p
4. Fessler József: Krisztus egyházának történelme, Szent István Társulat, Pest, 1860, 583 p → [halott link]
5. Heiszler József: Egyháztörténelmi kézikönyv I–II., Sárospatak, 1862–1863, 314+259 p →
6. Révész Imre: Egyetemes egyháztörténelem I. [befejezetlen ?], Debrecen, 1865, 203 p →
7. Farkas József: Egyháztörténelem, Pest, 1865–1867, 359+362 p →
8. Robitsch Mátyás: Egyháztörténelem I–II., Veszprém, 1874–1875, 357+306 p.
9. Brück Henrik: A keresztény egyháztörténelem kézikönyve I–III., Tettey Nándor és Társa, Budapest, 1877, 354+355–880+447 p
10. Balogh Ferenc: Keresztyén egyháztörténelem I–V., Debrecen, 1872–1890
11. Rapaics Rajmund: Egyetemes egyháztörténelem I–III., 1879–1889, 465+517+518–848 p
12. Kazaly Imre: Az egyetemes egyháztörténelem kézikönyve I–III., Vác, 1879–1881, 249+220+366 p.
13. Warga Lajos: A keresztény egyház története I–III., Sárospatak, 1880–1887, 529+880 p → I. kötet, II. kötet
14. Knöpfler Alajos: A katholikus egyháztörténet tankönyve I–II., Temesvár, 1903, 294+400 p
15. Chobot Ferenc: Jézus Krisztus egyházának története I–III., Budapest–Rákospalota, 1907, 378+429+482 p
16. Sohm Rudolf: Rövid egyháztörténet (a „Kultura és tudomány”-sorozat részeként), Franklin-Társulat, Budapest, 1922, 280 p
17. Marx Ignác: A katolikus Egyház története, Székesfehérvár, 1932, 839 p
18. (szerk.) Bangha Béla – Ijjas Antal: A keresztény egyház története I-VIII., Pázmány Péter Irodalmi Társaság, Budapest, 1937–1941 1. Archiválva 2018. november 26-i dátummal a Wayback Machine-ben, 2. Archiválva 2018. november 26-i dátummal a Wayback Machine-ben, 3. Archiválva 2018. november 26-i dátummal a Wayback Machine-ben, 4. Archiválva 2018. november 26-i dátummal a Wayback Machine-ben, 5. Archiválva 2018. november 26-i dátummal a Wayback Machine-ben, 6. Archiválva 2018. november 26-i dátummal a Wayback Machine-ben, 7. Archiválva 2018. november 26-i dátummal a Wayback Machine-ben, 8. kötet Archiválva 2018. november 26-i dátummal a Wayback Machine-ben
19. Popovits István: Egyetemes egyháztörténet I. – Az egyház alapítástól a nagy egyházszakadásig (több nem jelent meg), Budapest, 1955, 172 p.
20. Ottlyk Ernő: Az Egyház története, Budapest, 1979, ISBN 963 7020 22 5, 557 p
21. Szántó Konrád: A katolikus egyház története I–III. (A katolikus egyház története alapításától a reformációig – A katolikus egyház története a reformációtól napjainkig – Az egyháztörténet forrásai: Szöveggyűjtemény), Ecclesia Könyvkiadó, Budapest, 1987, ISBN 963-363-416-4, 710+935+1245 p
22. Karl Heussi: Az egyháztörténet kézikönyve, Budapest, 2000, Osiris, ISBN 963 379 686 5, 591 p
23. Adriányi Gábor: Az egyháztörténet kézikönyve, Szent István Társulat, Budapest, 2001, ISBN 963-361-282-9, 444 p

#### Szerzetesség
1. Karcsú Antal Arzén: A szerzetes rendek egyetemes történelme I–V., Pest, 1867, 324+274+298+180+176 p → III–V. kötet
2. Karcsú Antal Arzén: Szent Ferencz atyánk harmadik rendjének kézikönyve, Budapest, 1883, 101 p
3. Karácsonyi János: Szent Ferenc rendjének története Magyarországon I–II., 1922 → elektronikus elérhetőség
4. Balanyi György: A szerzetesség története, Szent István Társulat, Budapest, 1923, 280 p
5. Fallenbüchl Ferenc: A rabváltó trinitárius szerzetesek Magyarországon, Papp Károly kiadása, Budapest, 1940, 179 p
6. Harsányi András: A domonkos rend Magyarországon a reformáció előtt, Kairosz Kiadó, Budapest, 1999, ISBN 9639137596, 351 p (reprint kiadás)

#### Pápaság
- Több magyar nyelvű mű jelent meg kifejezetten a pápaság történetéről. Ezek gyűjteménye a „Római pápák listája” című lap alján található meg:

#### Az egyház bűneinek története
1. Haller József: Történelmi hazugságok – A történelem terén előforduló mindennapi ferdítések czáfolata, Szent István Társulat, Budapest, 1890, 852 p
2. Havas Károly: Az inkvízició története, Rozsnyai Károly Kiadása, Budapest, é. n. [1927], 504 p → elektronikus hozzáférés
3. Tomka Ferenc: Az egyház bűnei? (Mi igaz, mi nem igaz?), Szent István Társulat, Budapest, 2001, ISBN 963-361-197-0, 85 p → elektronikus hozzáférés
4. Michael Baigent – Richard Leigh: Az inkvizíció, General Press Kiadó, Budapest, 2007, ISBN 978-963-9648-50-0, 367 p
5. Michael Hesemann: Sötét alakok – Mítoszok, legendák és hazugságok a Katolikus Egyház történetéből, Szent István Társulat, 2010, ISBN 9789632771069, 272 p

#### Szentek története
- Több magyar nyelvű mű jelent meg kifejezetten az egyházi szentek életéről, történetéről. Ezek gyűjteménye a „Hagiográfia” című lap alján található meg:

#### Liturgiatörténet
1. Petró József: A szentmise története, Szent István-Társulat, Budapest, 1931, 254 p

#### Teológiatörténet
1. Bernard Mcginn: Antikrisztus – Az emberiség kétezer éve a gonosz bűvöletében, Adu Print Kiadó, 1995, 378 p
2. Alice K. Turner: A pokol története, General Press Kiadó, 2007, ISBN 9789639648647, 356 p
3. Bernhard Lang – Colleen McDannell: A Menny története, Sprinter Kiadó, 2008, ISBN 9630625857, 489 p
4. Georges Minois: A pokol története, Atlantisz Könyvkiadó, 2012, ISBN 9789639777125, 618 p

### Magyar egyháztörténelem

#### Katolikus szemléletű egyháztörténeti művek
1. Pauer János: Az egyházi rend érdeme Magyarország történetében, Árpádok időszakától korunkig, Székesfehérvár, 1855, 518 p
2. Cherrier Miklós: A magyar egyház története, Pest, 1856, 592 p
3. Lányi Károly magyar egyháztörténelme I–II., 1866–1869, 716+470 p
4. Balics Lajos: A római katholikus egyház története Magyarországban I–II., Budapest, 1885–1890, 503+499+654 p (A II. kötet két részben jelent meg.)
5. Sziklay János: A katholikus Magyarország 1001-1901 I–II., Budapest, 1902, 585+586–1192 p
6. Karácsonyi János: Magyarország egyháztörténete főbb vonásaiban, Nagyvárad, 1906, 357 p (később több kiadásban, az 1928-as kiadás reprint kiadása: Könyvértékesítő Vállalat, Budapest, 1985, 416 p)
7. Mályusz Elemér: Egyházi társadalom a középkori Magyarországon, Budapest, 1971, Akadémiai Kiadó; új kiadás: Budapest, 2007, Műszaki Kiadó, ISBN 9631629333
8. Fehér Mátyás Jenő: Középkori magyar inkvízició – Magyar táltos és mágusperek, Gede Testvérek Bt., Budapest, 1999, ISBN 963-03-8895-2, 494 p (reprint kiadás)

#### Protestáns szemléletű egyháztörténeti művek
1. Balogh Ferenc: A magyar protestáns egyház történelem részletei a reformátio korától jelenig, Debrecen, 1872, 181 p (reprint kiadás: Históriaantik Könyvesház, 2012, EAN 5992400000724)
2. Csuthy Zsigmond: Magyar protestáns egyháztörténet a szatmári békekötéstől a türelmi rendelet kiadásáig, 1712–1782, Debrecen, 1878
3. (szerk.) Farkas József – Kovács Sándor – Zsilinszky Mihály – Pokoly József: A magyarhoni protestáns egyház története, Athenaeum Irodalmi és Nyomdai R.-T., Budapest, 1907, 797 p → elektronikus hozzáférés
4. Zoványi Jenő: A reformáczió Magyarországon 1565-ig, Genius Könyvkiadó, Budapest, é. n. [1922], 485 p
5. Révész Imre: A magyarországi protestantizmus történelme, Budapest, 1925, 75 p
6. Révész Imre: Magyar református egyháztörténet, I. 1520 tájáról 1608-ig, Debrecen, 1938, 408 p
7. Bíró Sándor – Bucsay Mihály – Tóth Endre – Varga Zoltán: A magyar református egyház története, Kossuth Könyvkiadó, Budapest, 1949, 512 p
8. Zoványi Jenő: A magyarországi protestantizmus 1565-től 1600-ig, Akadémiai Kiadó, 1977, ISBN 9630512378, 461 p
9. Bucsay Mihály: A protestantizmus története Magyarországon 1521–1945, Gondolat Könyvkiadó, Budapest, 1985, ISBN 963-281-532-7, 293 p
10. Csohány János: Magyar protestáns egyháztörténet 1711–1849, Debreceni Református Teológiai Akadémia, Debrecen, 1994
11. Zoványi Jenő: A magyarországi protestantismus története I–II., Attraktor, 2004, ISBN 9789639580060, 1004 p
12. Nagy Géza: A református egyház története I–II. (1608–1715), Attraktor, 2008, ISBN 9789639580954, 937 p

### Lexikonok
1. (szerk.) Balanyi György – Bangha Béla – Artner Edgár – Iványi János: Katolikus lexikon I–IV., Magyar Kultúra, Budapest, 1931–1933
2. Zoványi Jenő: Magyarországi protestáns egyháztörténeti lexikon. Szerk. Ladányi Sándor. 3. jav., bőv. kiadás. Budapest: Magyarországi Református Egyház Zsinati Irodája. 1977.  ISBN 963-7030-15-8
3. Gecse Gusztáv: Vallástörténeti kislexikon. 5. bőv. kiadás. Budapest: Kossuth. 1983. ISBN 963-09-2218-5
4. Magyar katolikus lexikon I–XVII. Főszerk. Diós István; szerk. Viczián János. Budapest: Szent István Társulat. 1993–2014.  ISBN 963-361-626-3
5. Puskely Mária: Keresztény szerzetesség: Történelmi kalauz, I. kötet A–K. Budapest: Bencés Kiadó. 1995.  ISBN 963 7819 62 2
6. Puskely Mária: Keresztény szerzetesség: Történelmi kalauz, II. kötet L–ZS. Budapest: Bencés Kiadó. 1996.  ISBN 963 7819 62 2
7. Gergely Jenő – Beke Margit: Egyházak az újkori Magyarországon 1790–1992 – Adattár, História-MTA Történettudományi Intézete, Budapest, 1996, ISBN 963-8312-41-6
8. Görföl Tibor – Kránitz Mihály: Teológusok lexikona, Osiris Kiadó, Budapest, 2002, ISBN 9633890837, 396 p
9. Vanyó László: Ókeresztény írók lexikona. Sajtó alá rend. és a bibliográfiát összeáll. Perendy László. Budapest: Szent István Társulat. 2004.  = Szent István Kézikönyvek,  10. ISBN 963-361-632-8

## A kereszténység főbb szakadásai

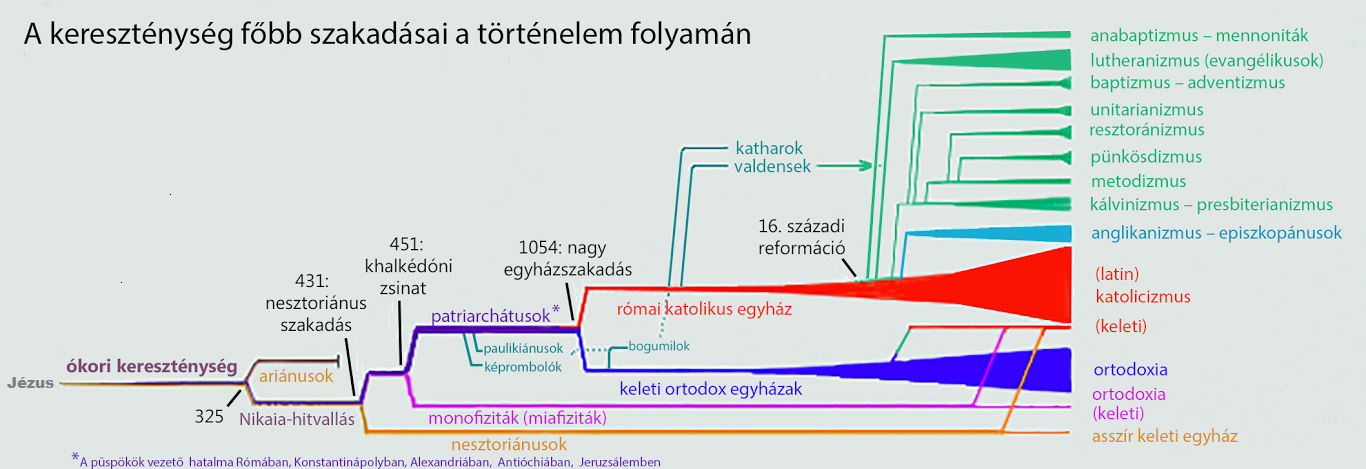
A kereszténység főbb szakadásai (patriarchátusok = a püspökök vezető hatalma Rómában, Konstantinápolyban, Alexandriában, Antióchiában és Jeruzsálemben)